# Architecture militaire de l'Égypte antique
L'architecture militaire de l'Égypte antique est apparue à l'aube de l'histoire de ce pays, comme en témoigne l'iconographie de la période prédynastique. On trouve en effet, datant de cette période, des représentations de forteresses ou de villes fortifiées sur la palette au taureau ou encore la palette dite du « tribut libyen ». Les plus anciennes forteresses connues sont d'époque thinite et se situent à Hiérakonpolis et El Kab. Elles connurent sans doute un développement important durant l'Ancien Empire bien qu'aucune de celles-ci ne nous soit parvenue.
Cet art a atteint son apogée au Moyen Empire avec l'édification des grandes forteresses nubiennes que les souverains du Nouvel Empire ne firent que réhabiliter. Il semble toutefois que certaines forteresses situées entre le Sinaï et l'Égypte rivalisaient en dimensions avec celles-ci, comme le prouve la récente découverte de la forteresse de Tharo.

## Les forteresses du Moyen Empire
- Forteresses nubiennes : dix-sept noms de ces forteresses figurent sur le papyrus ramesseum onomasticon[3]
  - Forteresse d'Aniba, construite sous Sésostris Ier
  - Forteresse d'Askut
  - Forteresse de Bouhen, construite sous Sésostris Ier
  - Forteresse de Dobenarti, construite sous Sésostris Ier
  - Forteresse de Dorginarti, construite sous Sésostris Ier
  - Forteresse de Ikkour, construite sous Sésostris Ier
  - Forteresse de Kor, construite sous Sésostris Ier
  - Forteresse de Kouma, construite sous Sésostris III
  - Forteresse de Mirgissa, construite sous Sésostris Ier
  - Forteresse d'Ouronarti, construite sous Sésostris III
  - Forteresse de Qouban, construite sous Sésostris Ier
  - Forteresses de Semna (Sud, Ouest et Est), construites sous Sésostris III[4]
  - Forteresse de Shalfak, construite sous Sésostris III